# Haliclona microxea
Haliclona microxea är en svampdjursart som först beskrevs av Jinhe 1986.  Haliclona microxea ingår i släktet Haliclona och familjen Chalinidae. Inga underarter finns listade i Catalogue of Life.